# Higher & Higher
Higher & Higher is een nummer van de Nederlandse DJ Jurgen uit 2000. Het is gezongen door Karen David.
Het nummer werd een danshit in het Nederlandse taalgebied. In de Nederlandse Top 40 haalde het de 5e positie, en in de Vlaamse Ultratop 50 de 18e.